# Mariano Ubiracy
Mariano Ubiracy da Silva  (Leopoldina, 16 de julio de 1942 - Taubaté 5 de mayo de 2015) fue un futbolista brasileño. Jugó como centro delantero, participando en distintos equipos del fútbol brasileño, mexicano y ecuatoriano.
Comenzó su carrera en Olímpia Futebol Clube en la década de 1960, y entre 1962 y 1963 jugó en el Esporte Clube XV de Novembro. En 1964 fue contratado por el Fluminense Football Club y fue campeón del estado en el mismo año.
A mediados de 1965, es contratado por el Club Deportivo Tiburones Rojos de Veracruz, de México, donde estuvo jugando durante siete temporadas anotando 98 goles, volviéndose máximo goleador histórico y una de las máximas figuras del fútbol escualo.
Antes de retirarse en 1977, jugó para otros clubes en México y para el Club Deportivo Quevedo en Ecuador.